# Campionato europeo di flag football femminile 2015
Il campionato europeo di flag football femminile 2015 (in lingua inglese 2015 IFAF Flag Football European Championship), noto anche come Spagna 2015 in quanto disputato in tale Stato, è la sesta edizione del campionato europeo di flag football per squadre nazionali maggiori femminili organizzato dalla IFAF.
Ha avuto inizio il 17 settembre 2015,  a Pinto (Spagna).

## Stadi
Distribuzione degli stadi del campionato europeo di flag football 2015
| Pinto                               |
| ----------------------------------- |
| Príncipes de Asturias Sports Center |
| 40°14′28″N 3°41′58″W                |
| Capacità:                           |
| Altitudine: 604 m s.l.m.            |
|                                     |

## Squadre partecipanti
| Pr. | Squadra       | Data di qualificazione | Qualificata in quanto | Ultima partecipazione |
| --- | ------------- | ---------------------- | --------------------- | --------------------- |
| 1   | Austria       |                        |                       |                       |
| 2   | Danimarca     |                        |                       |                       |
| 3   | Francia       |                        |                       |                       |
| 4   | Germania      |                        |                       |                       |
| 5   | Gran Bretagna |                        |                       |                       |
| 6   | Israele       |                        |                       |                       |
| 7   | Italia        |                        |                       |                       |
| 8   | Spagna        |                        |                       |                       |
| 9   | Svizzera      |                        |                       |                       |

## Risultati

### Fase a gironi
| Squadra       | G | V | N | S | PF  | PS  | DP   |
| ------------- | - | - | - | - | --- | --- | ---- |
| Austria       | 8 | 8 | 0 | 0 | 281 | 51  | +230 |
| Francia       | 8 | 6 | 0 | 2 | 235 | 127 | +108 |
| Germania      | 8 | 6 | 0 | 2 | 287 | 110 | +177 |
| Israele       | 8 | 5 | 0 | 3 | 229 | 190 | +39  |
| Danimarca     | 8 | 5 | 0 | 3 | 165 | 151 | +14  |
| Italia        | 8 | 2 | 1 | 5 | 163 | 222 | -59  |
| Spagna        | 8 | 2 | 0 | 6 | 177 | 169 | +8   |
| Gran Bretagna | 8 | 1 | 1 | 6 | 86  | 232 | -146 |
| Svizzera      | 8 | 0 | 0 | 8 | 37  | 408 | -371 |

#### Turno 1
| Pinto 17 settembre 2015, ore 10:00 | Svizzera | 0 – 47 | Israele | Príncipes de Asturias Sports Center |

| Pinto 17 settembre 2015, ore 10:00 | Gran Bretagna | 0 – 47 | Spagna | Príncipes de Asturias Sports Center |

| Pinto 17 settembre 2015, ore 10:00 | Austria | 33 – 7 | Danimarca | Príncipes de Asturias Sports Center |

#### Turno 2
| Pinto 17 settembre 2015, ore 11:30 | Israele | 37 – 0 | Germania | Príncipes de Asturias Sports Center |

| Pinto 17 settembre 2015, ore 11:30                                                                            | Italia     | 18 – 21 | Francia | Príncipes de Asturias Sports Center |
| Federica Alessi ( TD ) Cristina Botti ( TD ) Claudia Guglielmino ( TD ) Marcatori Michele Degrassi Allenatori |            |         |         |                                     |
| |            |         |         |                                     |
| Federica Alessi (TD) Cristina Botti (TD) Claudia Guglielmino (TD)                                             | Marcatori  |         |         |                                     |
| Michele Degrassi                                                                                              | Allenatori |         |         |                                     |

#### Turno 3
| Pinto 17 settembre 2015, ore 13:00 | Spagna | 26 – 39 | Israele | Príncipes de Asturias Sports Center |

#### Turno 4
| Pinto 17 settembre 2015, ore 16:30 | Gran Bretagna | 0 – 35 | Germania | Príncipes de Asturias Sports Center |

| Pinto 17 settembre 2015, ore 16:30                                                                     | Danimarca  | 32 – 14                                                  | Italia | Príncipes de Asturias Sports Center |
| Marcatori ( TD ) Federica Alessi ? ( pat ) Cristina Botti ( TD ) ? ( pat ) Allenatori Michele Degrassi |            |                                                          |        |                                     |
| |            |                                                          |        |                                     |
| | Marcatori  | (TD) Federica Alessi ? (pat) Cristina Botti (TD) ? (pat) |        |                                     |
| | Allenatori | Michele Degrassi                                         |        |                                     |

| Pinto 17 settembre 2015, ore 16:30 | Svizzera | 6 – 70 | Francia | Príncipes de Asturias Sports Center |

| Pinto 17 settembre 2015, ore 16:30 | Austria | 54 – 0 | Israele | Príncipes de Asturias Sports Center |

#### Turno 5
| Pinto 17 settembre 2015, ore 18:00 | Israele | 20 – 33 | Francia | Príncipes de Asturias Sports Center |

#### Turno 6
| Pinto 17 settembre 2015, ore 19:30 | Spagna | 12 – 26 | Austria | Príncipes de Asturias Sports Center |

| Pinto 17 settembre 2015, ore 19:30 | Germania | 30 – 19 | Danimarca | Príncipes de Asturias Sports Center |

#### Turno 7
| Pinto 18 settembre 2015, ore 10:00 | Gran Bretagna | 19 – 44 | Israele | Príncipes de Asturias Sports Center |

| Pinto 18 settembre 2015, ore 10:00 | Danimarca | 20 – 18 | Francia | Príncipes de Asturias Sports Center |

| Pinto 18 settembre 2015, ore 10:00 | Italia     | 42 – 7 | Svizzera | Príncipes de Asturias Sports Center |
| Michele Degrassi Allenatori        |            |        |          |                                     |
|                                    |            |        |          |                                     |
| Michele Degrassi                   | Allenatori |        |          |                                     |

#### Turno 8
| Pinto 18 settembre 2015, ore 13:00 | Israele    | 47 – 21          | Italia | Príncipes de Asturias Sports Center |
| Allenatori Michele Degrassi        |            |                  |        |                                     |
|                                    |            |                  |        |                                     |
|                                    | Allenatori | Michele Degrassi |        |                                     |

| Pinto 18 settembre 2015, ore 13:00 | Germania | 19 – 34 | Austria | Príncipes de Asturias Sports Center |

| Pinto 18 settembre 2015, ore 13:00 | Francia | 33 – 12 | Gran Bretagna | Príncipes de Asturias Sports Center |

| Pinto 18 settembre 2015, ore 13:00 | Spagna | 32 – 0 | Svizzera | Príncipes de Asturias Sports Center |

#### Turno 9
| Pinto 18 settembre 2015, ore 16:30 | Spagna | 12 – 33 | Germania | Príncipes de Asturias Sports Center |

| Pinto 18 settembre 2015, ore 16:30 | Israele | 32 – 0 | Danimarca | Príncipes de Asturias Sports Center |

#### Turno 10
| Pinto 18 settembre 2015, ore 18:00 | Austria | 28 – 0 | Gran Bretagna | Príncipes de Asturias Sports Center |

#### Turno 11
| Pinto 18 settembre 2015, ore 19:30 | Francia | 27 – 26 | Germania | Príncipes de Asturias Sports Center |

| Pinto 18 settembre 2015, ore 19:30 | Svizzera | 6 – 53 | Danimarca | Príncipes de Asturias Sports Center |

| Pinto 18 settembre 2015, ore 19:30 | Italia     | 26 – 18 | Spagna | Príncipes de Asturias Sports Center |
| Michele Degrassi Allenatori        |            |         |        |                                     |
|                                    |            |         |        |                                     |
| Michele Degrassi                   | Allenatori |         |        |                                     |

#### Turno 12
| Pinto 19 settembre 2015, ore 10:00 | Francia | 27 – 12 | Spagna | Príncipes de Asturias Sports Center |

| Pinto 19 settembre 2015, ore 10:00 | Italia     | 20 – 20 | Gran Bretagna | Príncipes de Asturias Sports Center |
| Michele Degrassi Allenatori        |            |         |               |                                     |
|                                    |            |         |               |                                     |
| Michele Degrassi                   | Allenatori |         |               |                                     |

| Pinto 19 settembre 2015, ore 10:00 | Germania | 81 – 6 | Svizzera | Príncipes de Asturias Sports Center |

#### Turno 13
| Pinto 19 settembre 2015, ore 13:00 | Gran Bretagna | 35 – 12 | Svizzera | Príncipes de Asturias Sports Center |

| Pinto 19 settembre 2015, ore 13:00 | Danimarca | 21 – 18 | Spagna | Príncipes de Asturias Sports Center |

| Pinto 19 settembre 2015, ore 13:00 | Austria    | 51 – 7           | Italia | Príncipes de Asturias Sports Center |
| Allenatori Michele Degrassi        |            |                  |        |                                     |
|                                    |            |                  |        |                                     |
|                                    | Allenatori | Michele Degrassi |        |                                     |

#### Turno 14
| Pinto 19 settembre 2015, ore 16:30 | Francia | 6 – 13 | Austria | Príncipes de Asturias Sports Center |

| Pinto 19 settembre 2015, ore 16:30 | Germania   | 26 – 12          | Italia | Príncipes de Asturias Sports Center |
| Allenatori Michele Degrassi        |            |                  |        |                                     |
|                                    |            |                  |        |                                     |
|                                    | Allenatori | Michele Degrassi |        |                                     |

#### Turno 15
| Pinto 19 settembre 2015, ore 18:00 | Danimarca | 13 – 0 | Gran Bretagna | Príncipes de Asturias Sports Center |

#### Turno 16
| Pinto 19 settembre 2015, ore 19:30 | Svizzera | 0 – 45 | Austria | Príncipes de Asturias Sports Center |

### Playoff

#### Round robin 7º-9º posto

##### Turno 1
| Pinto 20 settembre 2015, ore 8:30 | Spagna | 26 – 12 | Gran Bretagna | Príncipes de Asturias Sports Center |

##### Turno 2
| Pinto 20 settembre 2015, ore 10:00 | Svizzera | 0 – 44 | Spagna | Príncipes de Asturias Sports Center |

##### Turno 3
| Pinto 20 settembre 2015, ore 14:30 | Gran Bretagna | 26 – 0 | Svizzera | Príncipes de Asturias Sports Center |

#### Wildcard, semifinali e finali

##### Tabellone
|  | Wildcard | Wildcard  | Wildcard |  |  | Semifinali | Semifinali | Semifinali |  |  | Finali          | Finali          | Finali          |
|  |          |           |          |  |  |            |            |            |  |  |                 |                 |                 |
|  |          |           |          |  |  | 1          | Austria    | 19         |  |  |                 |                 |                 |
|  | 4        | Israele   | 19       |  |  | 4          | Israele    | 12         |  |  |                 |                 |                 |
|  | 5        | Danimarca | 6        |  |  |            |            |            |  |  | 1               | Austria         | 45              |
|  |          |           |          |  |  |            |            |            |  |  | 2               | Francia         | 15              |
|  |          |           |          |  |  | 2          | Francia    | 27         |  |  |                 |                 |                 |
|  | 3        | Germania  | 34       |  |  | 3          | Germania   | 20         |  |  | Finale 3° posto | Finale 3° posto | Finale 3° posto |
|  | 6        | Italia    | 0        |  |  |            |            |            |  |  | 4               | Israele         | 12              |
|  |          |           |          |  |  |            |            |            |  |  | 3               | Germania        | 24              |

##### Wildcard
| Pinto 20 settembre 2015, ore 10:00 | Germania   | 34 – 0           | Italia | Príncipes de Asturias Sports Center |
| Allenatori Michele Degrassi        |            |                  |        |                                     |
|                                    |            |                  |        |                                     |
|                                    | Allenatori | Michele Degrassi |        |                                     |

| Pinto 20 settembre 2015, ore 10:00 | Israele | 19 – 6 | Danimarca | Príncipes de Asturias Sports Center |

##### Semifinali e finali

###### Semifinali
| Pinto 20 settembre 2015, ore 11:30 | Austria | 19 – 12 | Israele | Príncipes de Asturias Sports Center |

| Pinto 20 settembre 2015, ore 11:30 | Francia | 27 – 20 | Germania | Príncipes de Asturias Sports Center |

###### Finale per il 3º posto
| Pinto 20 settembre 2015, ore 16:00 | Germania | 24 – 12 | Israele | Príncipes de Asturias Sports Center |

###### Finale
| Pinto 20 settembre 2015, ore 17:30 | Austria | 45 – 15 | Francia | Príncipes de Asturias Sports Center |

## Campione
| Campione d'Europa 2015 Austria (4º titolo) |

## Classifica finale
| Squadra       | G  | V  | N | S  | PF  | PS  | DP   |
| ------------- | -- | -- | - | -- | --- | --- | ---- |
| Austria       | 10 | 10 | 0 | 0  | 345 | 78  | +267 |
| Francia       | 10 | 7  | 0 | 3  | 277 | 192 | +85  |
| Germania      | 11 | 8  | 0 | 3  | 365 | 149 | +216 |
| Israele       | 11 | 6  | 0 | 5  | 272 | 239 | +33  |
| Danimarca     | 9  | 5  | 0 | 4  | 171 | 170 | +1   |
| Italia        | 9  | 2  | 1 | 6  | 163 | 256 | -93  |
| Spagna        | 10 | 4  | 0 | 6  | 247 | 181 | +66  |
| Gran Bretagna | 10 | 2  | 1 | 7  | 124 | 258 | -134 |
| Svizzera      | 10 | 0  | 0 | 10 | 37  | 478 | -441 |